# ニコラ・チョン
ニコラ・チョン（張燊悅、Nicola Cheung、1976年5月31日-）は、香港出身の歌手・女優。
本名は張韾雲。身長165cm、体重45kg。セント・ポールズ学校卒業。

## 出演作品

### テレビドラマ (TVB)
- 1999年：『先生貴性』 - 方思虹 役
- 1999年：『人龍傳說』 - 新月公主 役
- 2000年：『FM701』 - 打比阿銀 役
- 2000年：『無業樓民』 - 孫碧玲 役
- 2000年：『撻出愛火花／青春愛火花』 - 羅晶晶 役
- 2001年：『美麗人生』 - 高慧婷 役

### 映画
- 1997年：『完全結婚手冊』
- 1997年：『戇星先生』 - Carol 役
- 1997年：『Cause We Are So Young』 - 蓉蓉 役
- 1998年：『玻璃の城』 - 康橋Susie 役
- 2000年：『十二夜』 - Clara 役
- 2002年：『互動殺人事件』 - Shana 役
- 2004年：『マジック・キッチン』
- 2005年：『パティシエの恋』
- 2005年：『飄移凶間』
- 2005年：『童夢奇緣』 - Miss Wong（ゲスト出演）

### ラジオドラマ
- 都市下一站 - 阿蚊 役
- 突懸奇來 - 曾尤敏芝 役
- 日與夜 - 糖水妹 役

### テレビ番組

#### 一般番組
- ジェイド・ソリッド・ゴールド
- 好客香港攞滿FUN
- 冷知識衝動（ATV）

#### 参加の番組
- 宇宙無敵獎門人（2000年10月29日～2001年2月25日）
  - 第6話 - ヴィンセント・コク、ニコラ・チョン、張達明、シェイラ・チャン、ワイマン・ウォン、小雪
- 吾係獎門人（2002年8月10日～2002年12月7日）
  - 第16話 - 陳慧琳、陳司翰、ニコラ・チョン、ナタリス・チャン、アレックス・トー、シャーリー・クァン

（ゴードン・ラム、ルイス・ユン、ベル・リウ、羅莽、ジョー・チェン、スティーヴン・マー、アマンダ・リー、エドウィン・シウ、アレックス・フォン、呉岱融、マルコ・アイ）

## アルバム
- 2001年5月：一不小心 AVEP
- 2001年9月：再不小心 AVCD
- 2002年3月：Angel of Mercy